# Ed Dwight
Edward Joseph Dwight Jr. (Kansas City, 9 de setembro de 1933) é um escultor e ex-piloto de testes que foi o primeiro afro-estadunidense a entrar no programa de treinamento da Força Aérea a partir do qual a NASA selecionou astronautas.

## Primeiros anos
Dwight nasceu na cidade de Kansas City, Kansas, em 9 de setembro de 1933, filho de Edward Dwight e Georgia Baker Dwight. Seu pai jogou na segunda base dos Kansas City Monarchs.
Quando criança, Dwight fora um leitor ávido e artista talentoso que era dotado mecanicamente e gostava de trabalhar com as mãos. Ele frequentou a escola primária em Nossa Senhora do Perpétuo Socorro, em Kansas City, Missouri. Em 1951, ele se tornou o primeiro afro-estadunidense a se formar na Bishop Ward High School, uma escola particular católica romana em Kansas City. Era membro da National Honor Society e ganhou uma bolsa de estudos para participar do Kansas City Art Institute.

## Como piloto

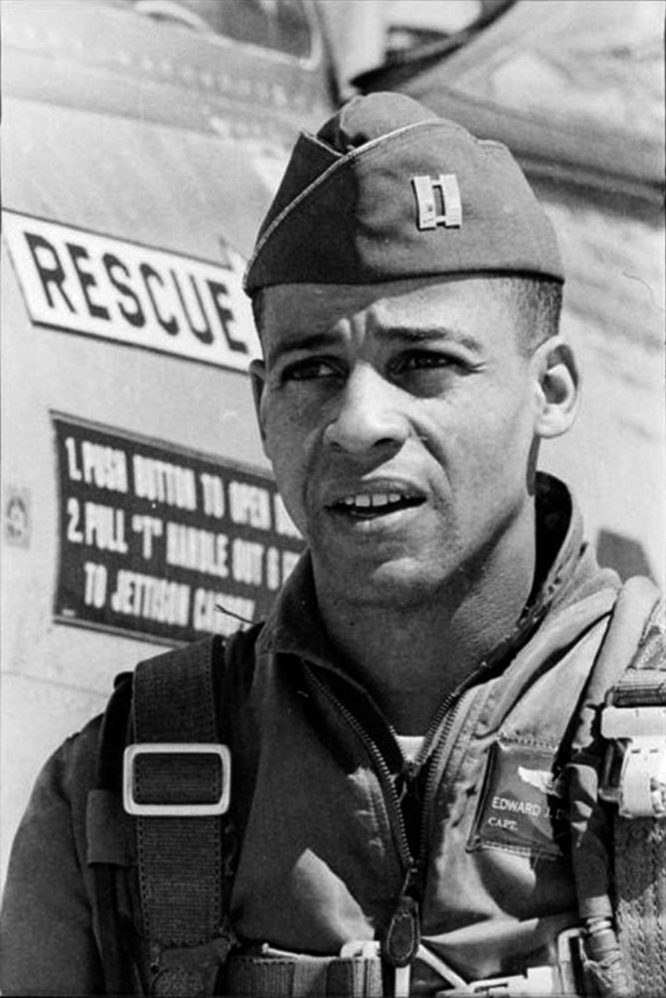
Dwight em seu período na Força Aérea dos Estados Unidos

Dwight se alistou na Força Aérea dos Estados Unidos em 1953. Ele completou seu treinamento de aviador e cadete na Lackland Air Force Base, perto de San Antonio, Texas. Então viajou para a Malden Regional Airport, em Malden, Missouri, para terminar seu treinamento de vôo principal. Ganhou uma comissão como segundo tenente da Força Aérea em 1955 antes de ser designado para a Williams Air Force Base, a sudeste de Phoenix, Arizona.
Enquanto treinava para se tornar um piloto de testes, Dwight ingressou na Universidade do Estado do Arizona. Em 1957, graduou-se cum laude com um diploma de bacharel em engenharia aeronáutica. Mais tarde, concluiu os cursos da Força Aérea em teste experimental e pesquisa aeroespacial na Base aérea Edwards em 1961 e 1962, respectivamente. Ele ganhou o posto de Capitão enquanto servia na Força Aérea.

### Treinamento pré-astronauta
Em 1961, o governo Kennedy selecionou Dwight como o primeiro aprendiz de astronauta afro-estadunidense, por sugestão de Whitney Young, da National Urban League. Sua seleção chamou a atenção da mídia internacional e Dwight apareceu nas capas de revistas como Ebony, Jet e Sepia.
Dwight passou para a Fase II do ARPS, mas não foi selecionado pela NASA para ser um astronauta. Ele renunciou à Força Aérea em 1966, alegando que a política racial o havia forçado a sair da NASA e voltar ao corpo de oficiais regulares.

## Como escultor
Depois de se demitir da Força Aérea, Dwight trabalhou como engenheiro, no setor imobiliário e na IBM. Ele se mudou para Denver e ganhou um diploma em escultura pela Universidade de Denver em 1977. Ele aprendeu a fundir metais na Universidade de Denver em meados da década de 1970.
Cada uma das peças de Dwight envolve negros e ativistas de direitos civis. A maioria das esculturas retrata apenas negros, mas a Escultura da Ferrovia Subterrânea em Battle Creek também homenageia Erastus e Sarah Hussey, que eram condutores da Underground Railroad. O primeiro grande trabalho de Dwight foi uma comissão em 1974 para criar uma escultura do tenente-governador do Colorado, George L. Brown. Logo depois, ele foi contratado pela Comissão do Centenário do Colorado para criar uma série de esculturas de bronze que chamadas "Fronteira negra no oeste estadunidense".
Logo após a conclusão da exposição "Fronteira negra no oeste estadunidense", Dwight criou uma série de mais de 70 esculturas de bronze no St. Louis Arch Museum, a pedido do Serviço Nacional de Parques. A série, "Jazz: uma forma de arte americana", descreve a evolução do jazz e apresenta artistas de jazz como Louis Armstrong, Miles Davis, Duke Ellington, Ella Fitzgerald, Benny Goodman e Charlie Parker.
Dwight possui e opera o Ed Dwight Studios, com sede em Denver, Colorado. Ele é reconhecido pelo uso inovador do espaço negativo na escultura.

### Esculturas notáveis
Dwight criou mais de 100 esculturas públicas, incluindo:
| Nome                                                                                   | Imagem | Local                                                                    | Data                | Notas                                                            |
| -------------------------------------------------------------------------------------- | ------ | ------------------------------------------------------------------------ | ------------------- | ---------------------------------------------------------------- |
| African American History Monument                                                      |        | Jardim da South Carolina State House – Colúmbia (Carolina do Sul)        | 29 de março de 2001 | [ 1 ] [ 12 ]                                                     |
| Alex Haley / Kunta Kinte Memorial                                                      |        | The City Dock – Annapolis (Maryland)                                     | Dezembro de 1999    | [ 1 ] [ 12 ]                                                     |
| Black Revolutionary War Patriots Memorial                                              |        | Constitution Gardens – Washington, D.C.                                  | 1991                | [ 1 ]                                                            |
| Captain Walter Dyett Statue                                                            |        | Chicago, Illinois                                                        |                     | [ 12 ]                                                           |
| Concerto                                                                               |        | Folly Theater – Kansas City (Missouri)                                   |                     | [ 12 ]                                                           |
| Dr. Benjamin Mays                                                                      |        | Morehouse College Commons – Atlanta, Georgia                             |                     | [ 12 ]                                                           |
| Dr. Martin Luther King Jr.                                                             |        | Anne Arundel Community College – Annapolis, Maryland                     | 2006                | [ 12 ]                                                           |
| Estátua de Martin Luther King Jr.                                                      |        | Houston, Texas                                                           | 2007                | [ 12 ]                                                           |
| Dr. Martin Luther King Jr. Memorial                                                    |        | City Park – Denver, Colorado                                             | 2002                | [ 1 ] [ 12 ]                                                     |
| Dr. Martin Luther King Jr. & Coretta Scott King                                        |        | Allentown (Pensilvânia)                                                  | 2011                | [ 12 ]                                                           |
| Gateway to Freedom International Memorial to the Underground Railroad                  |        | Philip A. Hart Plaza – Detroit, Michigan                                 | 2001                | [ 1 ] [ 12 ] [ 13 ]                                              |
| George Washington Williams bust                                                        |        | Ohio Statehouse – Columbus, Ohio                                         |                     | [ 1 ]                                                            |
| Hank Aaron                                                                             |        | Atlanta-Fulton County Stadium – Atlanta, Georgia                         | 1982                | [ 12 ]                                                           |
| Inauguration of History and Hope – Inaugural Sculpture Scene of President Barack Obama |        | Touring exhibit                                                          | 2010                | [ 12 ]                                                           |
| Jack Trice Memorial                                                                    |        | Universidade Estadual de Iowa – Ames (Iowa)                              |                     | [ 12 ]                                                           |
| Jazz: An American Art Form                                                             |        | St. Louis Arch Museum – St. Louis (Missouri)                             |                     | [ 5 ]                                                            |
| John Hope Franklin Tower of Reconciliation                                             |        | Tulsa, Oklahoma                                                          |                     | [ 12 ]                                                           |
| Mayor Harold Washington                                                                |        | Harold Washington Cultural Center – Chicago, Illinois                    | 2004                | [ 12 ]                                                           |
| Memorial to Rosa Parks, Mother of the Civil Rights Movement                            |        | Grand Rapids, Michigan                                                   | 2010                | [ 12 ]                                                           |
| Mother of Africa Chapel                                                                |        | Basílica do Santuário Nacional da Imaculada Conceição – Washington, D.C. | 1997                | [ 12 ]                                                           |
| Mr. Frederick Douglass                                                                 |        | Frederick Douglass National Historic Site – Washington, D.C.             | 1980                | Primeira comissão de Dwight                                      |
| Quincy Jones Sculpture Park                                                            |        | Chicago, Illinois                                                        |                     | [ 1 ]                                                            |
| Soldiers Memorial                                                                      |        | Lincoln University – Jefferson City, Missouri                            | 2007                | [ 12 ]                                                           |
| Texas African American History Memorial                                                |        | Capitólio Estadual do Texas – Austin, Texas                              | 2016                | Erigida pela Texas African American History Memorial Foundation. |
| Tower of Freedom International Memorial to the Underground Railroad                    |        | Civic Esplanade – Windsor, Ontario                                       | 2001                | [ 1 ] [ 12 ] [ 13 ]                                              |
| Underground Railroad Memorial                                                          |        | Kellogg Foundation headquarters – Battle Creek (Michigan)                | 1994                | [ 12 ]                                                           |
| United House of Prayer for All People                                                  |        | Lincoln Cemetery – Suitland, Maryland                                    | 2008                | [ 12 ]                                                           |
| William E. Smith, Director of Airports                                                 |        | Denver, Colorado                                                         |                     | [ 12 ]                                                           |